# Rok ďábla
Pour plus de détails, voir Fiche technique et Distribution.
Rok ďábla (L'Année du diable) est un film tchèque sorti en 2002, écrit et réalisé par Petr Zelenka.
Rok ďábla tourne autour de trois axes principaux : l'alcool, la musique et la magie, évoquée ici par le biais de la combustion humaine spontanée. Basé sur des faits réels relatés de façon romancée, le film raconte l'histoire de rencontres improbables entre un musicien populaire tchèque (Jaromír Nohavica) et son guitariste d'accompagnement (Karel Plihal), un documentariste originaire des Pays-Bas (Jan Prent), un auteur-compositeur de musique classique et de rock (Jaz Coleman) et les membres d'un groupe spécialisé dans la musique traditionnelle tchèque pour mariages et enterrements (Čechomor).

## Synopsis
Le film s'ouvre sur plusieurs témoignages de combustions spontanées. Jaromír Nohavica, célèbre musicien tchèque, commence à pâtir d'une consommation excessive d'alcool et décide de se faire hospitaliser dans une institution spécialisée. Il y rencontre Jan Prent, documentariste, qui compte soigner son propre alcoolisme en réalisant un film sur les divers patients. Karel Plihal, le guitariste de Nohavica, rend régulièrement visite à son ami et finit par se plaire dans le calme absolu de l'endroit. Petit à petit, il se ferme au monde jusqu'à cesser de parler afin de mieux entendre « les harmonies des gens ».
Pendant ce temps, le groupe Čechomor joue à l'occasion de mariages et enterrements et pour quelques soirées privées données à l'occasion de premières de films dans lesquels le chanteur et guitariste František Černý tient de petits rôles. Concomitamment, le groupe est engagé pour « répéter » l'enterrement de Plihal, et leur violoniste qui, pour vivre, joue dans l'ascenseur d'un hôtel de luxe, est repéré par Jaz Coleman qui propose à Čechomor d'enregistrer et tourner avec l'orchestre philharmonique national sous sa direction.
Plihal sort de son mutisme pour convaincre Jaromir Nohavica de jouer avec Čechomor. Après un premier concert catastrophique, Nohavica convainc les membres du groupe de changer de style ; ils abandonnent les costumes traditionnels et adoptent un son électrique plus moderne. La tournée avec Nohavica donne aux musiciens l'occasion de faire connaissance, tandis qu'ils croisent régulièrement Jaz Coleman et Karel Plihal et sont suivis par la caméra de Jan Prent. D'étranges figures fantomatiques commencent à apparaître à certains membres lors des concerts, et leur présence finit non seulement par être admise par le groupe, mais leur semble également de plus en plus naturelle.
Les interviews régulières font comprendre à ses musiciens que Nohavica est une énigme pour ses compatriotes malgré sa grande notoriété, et qu'il est très difficile de le connaître. Černý décide alors de s'immerger dans la musique de Nohavica afin de cerner le personnage, et fait redécouvrir à ce dernier des morceaux composés dans sa jeunesse. Les membres de Čechomor finissent en outre par saisir que leur présence aux côtés de Nohavica fait suite à la requête de Karel Plihal. Aussi, avec Jan Prent, ils se rapprochent de celui-ci et l'interrogent. Prent, de son côté, sombre graduellement dans un alcoolisme morbide.
Les fantômes prennent de plus en plus de place aux côtés des musiciens, à tel point que ceux-ci leur réservent une partie de la scène afin qu'ils puissent évoluer librement et les accompagner.
Une fois la tournée avec Nohavica terminée, Jaz Coleman réitère sa proposition de jouer avec Čechomor. Les membres du groupe commencent donc à répéter mais Coleman juge qu'il leur manque une expérience mystique commune pour parvenir à une sorte d'osmose créative. Il les emmène donc consommer drogues et alcools dans un lieu isolé, au cours d'une cérémonie accompagnée de musique. La tournée est un succès.
De son côté, Nohavica se rend compte que Prent, en manque de moyens financiers, a vendu des séquences de son documentaire à la télévision tchèque, qui les a montées de façon à faire croire que le compositeur n'a écrit aucune de ses chansons. Excédé, Nohavica se rend chez Prent, qu'il trouve comateux et suicidaire. Il l'accompagne donc à l'institution dans laquelle il était lui-même soigné quelques mois plus tôt. Plihal et les membres de Čechomor viennent l'y visiter et l'encourager, mais Plihal, de nouveau séduit par le calme et le silence, refuse de partir. Assis dans le jardin, serein, le guitariste se consume d'un coup et se volatilise devant quatre de ses amis.
Čechomor et Nohavica se retrouvent à l'enterrement de leur ami et ange-gardien. De son côté, le groupe signe un contrat prometteur : chacun retourne à sa vie tout en enviant Plihal, qui a trouvé un moyen de se soustraire à la réalité.

## Fiche technique
- Photographie : Miro Gábor
- Costumes : Jaroslava Pecharová
- Musique : Jaromír Nohavica et Čechomor
- Montage : David Charap
- Production : Pavel Strnad
- Format : 35mm - 1,66:1 - Dolby SRD

## Autour du film
Les protagonistes jouent chacun leur propre rôle et interprètent un faux documentaire partiellement basé sur des faits réels.
Le succès du film dans son pays d'origine lors de sa sortie a propulsé les membres du groupe Čechomor en haut de l'affiche, les transformant en très peu de temps en stars nationales. C'est à présent l'un des groupes majeurs en République tchèque.

## Festivals et récompenses
- Festival international du film de Karlovy Vary (du 4 au 13 juillet 2002) : Premier prix - Crystal Globe
- Alpe Adria Cinema - Trieste Film Festival (du 16 au 23 janvier 2003, Trieste, Italie) : Premier prix
- Spirit of Fire - International Debut Film festival (du 26 janvier au 2 février 2003, Khanty - Mansiisk, Russie) : Premier prix - Golden Taiga
- Palić International Film Festival (du 25 juillet au 1er août 2003, Palić, Serbie-Montenegro) : Premier prix - Golden Tower